# 哈克木一世

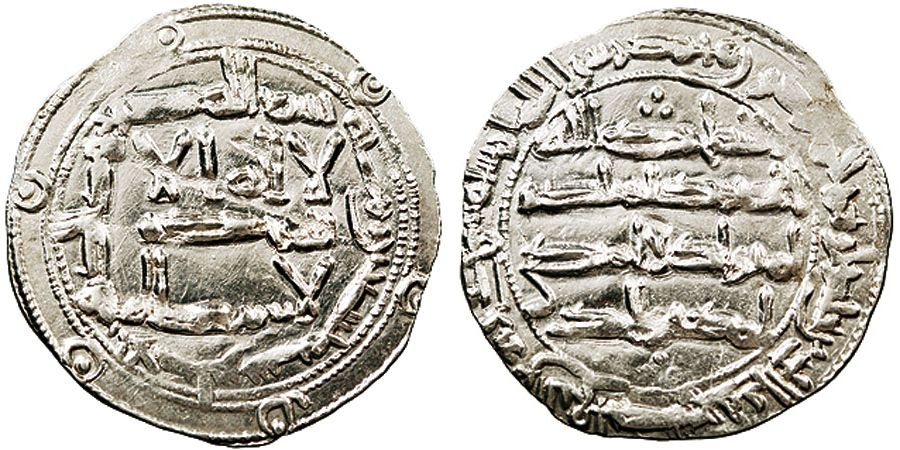
哈卡姆一世發行的迪拉姆錢幣

哈卡姆一世（阿拉伯語：الحكم بن هشام）是后倭马亚王朝第三任科尔多瓦埃米尔，796年-822年在位，統治安達魯斯地區。哈卡姆一世統治时平息叛乱，抗拒外敌，与法兰克人交战。在他的统治时期内，发生了两场大屠杀：城壕畔大惨案和科多瓦尔城郊大屠杀。